# ヨーゼフ・カムフーバー
ヨーゼフ・カムフーバー（Josef Kammhuber、1896年8月19日 - 1986年1月25日）は、ドイツの陸軍軍人、空軍軍人。最終階級は空軍航空兵大将（国防軍）、空軍大将（連邦軍）。
ドイツ帝国時代からヴァイマル共和国時代までは陸軍に勤務していたが、ナチス・ドイツ時代に空軍が新設されると転属し、第二次世界大戦を通じて航空隊指揮官などを務めた。敗戦後、新設された西ドイツ空軍に復帰し、初代空軍総監を務めた。

## 来歴

### 第二次大戦前
オーバーバイエルン地方のブルクキルヒェン・アム・ヴァルトに農民の子として生まれる。第一次世界大戦が勃発すると18歳で軍に志願し、バイエルン王国軍工兵大隊に配属された。1915年に少尉に昇進し、1916年にヴェルダンの戦いに従軍。戦後はヴァイマル共和国軍に採用される。1923年11月9日のミュンヘン一揆の際は、歩兵第19連隊の同僚エドゥアルト・ディートル同様、一揆鎮圧命令を拒んだ。1925年4月に中尉に昇進。1928年から1930年まで、ソビエト連邦で秘密裏に行われていた航空部隊の育成訓練に参加し、1931年に大尉に昇進した。1933年まで国防省、1939年までドイツ航空省に勤務。ヴァルター・ヴェーファー将軍の幕僚となり、戦略爆撃機部隊建設に携わった。しかし1936年にヴェーファーが死ぬと、この計画は中止された。1934年10月に少佐、1935年3月には新設されたドイツ空軍において改めて航空兵少佐となり、1936年10月に中佐、1939年1月に大佐に昇進している。
イギリス空軍が航空機の大増産を計画していることが判明すると、アドルフ・ヒトラーは600億ライヒスマルクを投じた航空機生産計画を望んだ。しかしドイツの航空機産業には生産手段も原料も不足しており、そのような増産は不可能であると空軍の首脳部は結論づけ、ハンス・イェションネク、ヴェルナー・シュトゥンプフ（en:Werner Stumpf）、カムフーバーらはカムフーバーの策定した現実的な200億ライヒスマルクでの増産計画を追求したが、ゲーリングはヒトラーの計画を実行するよう要求した。

### 第二次世界大戦

#### 西部戦線
第二次世界大戦勃発目前の1939年2月カムフーバーは実働部隊への転属願いを提出し、1939年8月総動員令で第2航空艦隊（司令官ヘルムート・フェルミー de:Hellmuth Felmy）の参謀長に任命された。
しかし1940年1月11日メヘレン事件の責を問われてヒトラーにより第2航空艦隊の参謀長を罷免された。1940年3月、カムフーバーは西部戦線へ転属となり、戦術爆撃部隊である第51爆撃航空団の飛行団長となった。フランス侵攻作戦に従軍中の1940年6月に撃墜され、フランス軍の捕虜になった。フランス降伏後に解放され、ドイツに帰国して空軍参謀部に復帰した。
戦後カムフーバーは1940年5月10日フライブルク空襲について「ドイツ空軍のIII/K.G.51戦闘団によりフライブルクが誤爆されたのはまぎれも無い事実」と回答している。

#### 夜間戦闘司令官

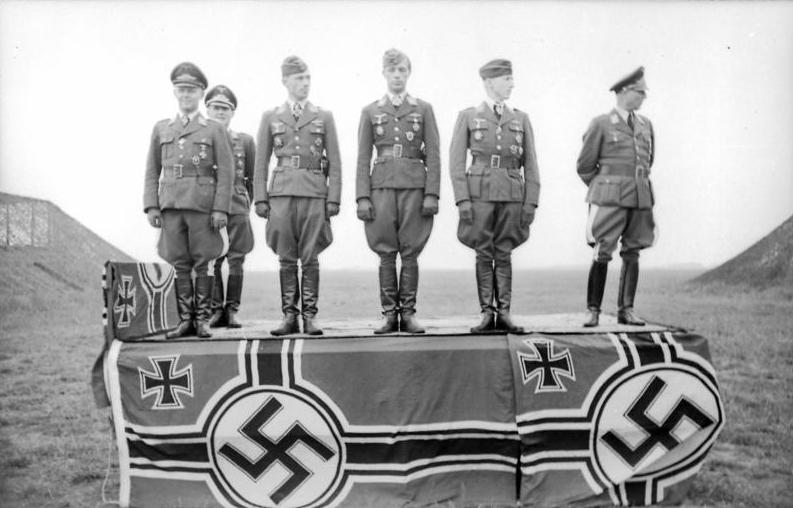
夜間戦闘司令官カムフーバー（左端）ら（1942年6月、フランス）

1940年7月、第1夜間戦闘師団長に任命され、探照灯、対空砲、レーダー施設を統括して指揮する任務を与えられた。ドイツの防空施設それまでばらばらの指揮と報告・情報・経験が共有されないという問題があったため、カムフーバーがドイツの防空を統括することになった。1940年10月少将に昇進。1941年10月中将に昇進。第XII航空軍団の指揮を命じられ、ドイツ全土の夜間防空を一手に指揮することになった。司令部はオランダのユトレヒト近郊ツァイストに置かれた。
カムフーバーははじめ高射砲とサーチライトによってメッサーシュミット Bf110など165機で夜間防空組織を構成したが効果がなかった。そのためフライヤ・レーダー（長距離早期警戒レーダー）とヴュルツブルグ・レーダー（短距離精密探知レーダー）をもってするレーダー管制による迎撃体制を組織しヒンメルベット（天蓋付ベッド）と名付ける。1941年末には迎撃機300機を配備しイギリスからカムフーバー・ラインと恐れられた。
さらにカムフーバーは、遠距離迎撃群II./NJG 1（のちにI. /NJG 2に改名）を構成した。敵の爆撃機に対するもっとも効率的な迎撃は離陸及び着陸時の攻撃であるというカムフーバーの構想によるものだった。また爆撃機隊の訓練を妨害することにも繋がる作戦だった。「敵はその根っこから断たねばならない」というのがその理由であり、夜間戦闘機の隊員たちはカムフーバーに「根っこのゼップ」というあだ名をつけた。ドイツの通信手たちはイギリスの爆撃機から発信される無線通信を傍受して攻撃の波を察知した。この作戦は1940年7月にデュッセルドルフで開始され、のちにアムステルダム・スキポール空港でも配置についた。成功を収めたがヒトラーは10月にこの作戦を中止して部隊を地中海戦域に移すよう命じた。
カムフーバーは特別な夜間戦闘機開発に注目し1942年試験飛行を実見したHe 219「ウーフー」の能力を認めて採用を主張した。しかしミルヒはカムフーバーとは反対の決定を下して両者は対立した。
1942年3月から始まる連合国の絨毯爆撃によってドイツの都市は灰燼に帰した。ヒトラーは防空を担当するカムフーバーとガーランド（昼間防空）を叱責した。そのため夜間機300機と昼間機200機を集めた大迎撃が試みられるが撃墜率は5，6パーセント程度であった。後にウインドウ（チャフ）というレーダーかく乱兵器によって夜間レーダーは用をなさなくなり、撃墜率は3パーセント以下まで落ちる。
1943年1月には、カムフーバーは大将に昇進。ヒトラーの命令で連合国のレーダー対策に対しカムフーバー、ガーランドは「ヴィルデ・ザウ」、「ザーメ・ザウ」という2つの作戦を採った。「ヴィルデ・ザウ」は1943年8月17日ペーネミュンデ爆撃で戦果をあげ、「ザーメ・ザウ」は1944年3月31日ニュルンベルクで戦果をあげた。
1943年11月ノルウェーに駐屯する第5航空艦隊に左遷された。この艦隊は機体も少なく、旧式化した航空機が多かった。1945年2月、ミルヒの失脚に伴いヒトラーはカムフーバーをドイツに呼び戻し「敵四発爆撃機迎撃特別司令官」に任命した。しかし実質的な対抗策はすでになくなっていた。

### 戦後
ドイツが降伏した後、カムフーバーはアメリカ軍の捕虜になった。アメリカ国防総省からの依頼により、ドイツの防空戦についての書物を数多く著した。これらはのちに纏められて『爆撃機迎撃』（Fighting the Bombers）という一冊の書物として刊行された。その後、フアン・ペロン政権下のアルゼンチンで空軍の育成に携わった。
1956年6月、西ドイツの再軍備に伴い連邦空軍の中将に任官し、まもなく空軍総監に就任した。退役する1962年9月まで同職を務めた。1961年に大将に昇進、連邦軍総監以外が大将となるのは異例のことであった。国防相フランツ・ヨーゼフ・シュトラウスとは強い信頼関係にあった。
1986年、89歳でミュンヘンで死去した。カールスルーエにはカムフーバーを顕彰してその名を冠した兵舎がある。

## ヒンメルベッド（カムフーバーライン）
カムフーバーは「ヒンメルベット」（天蓋付ベッド）と呼ばれるレーダー網を組織した。イギリスからはカムフーバー・ラインと呼ばれデンマークからフランス中央部まで3重の層をオーバーラップして担当する一連のレーダー基地で構成される夜間戦闘部隊で成り立っていた。
各々の基地は南北32km、東西20kmの範囲を担当し、各管制センターは有効距離約100kmのフライヤ・レーダーと担当区域（セル）内に配置された幾つものサーチライトと担当区域に割り当てられた1機の夜間戦闘機と予備のもう1機で構成されていた。レーダーが敵機を察知すると、レーダーに指示を受けた自動探照灯が目標を照らした。手動探照灯がこれに追随すると同時に夜間戦闘機が出撃して敵機を迎撃した。
その後ヴュルツブルク・レーダー2基が各レーダー基地に配備されるようになった。このレーダーはフライヤと異なり、高度を正確に探知し、また複雑な敵機追尾が可能だった。ヴュルツブルク・レーダーは戦闘機部隊と直結しており、探知すると即刻迎撃のため発進した。フライヤが敵機の侵入を捕捉すると、ヴュルツブルクが敵機を追尾する仕組みだった。こうして上空の戦闘機は双方から得た情報に従って敵機を目指すことが出来た。夜間戦闘機の数機にはシュパナー（Spanner）として知られる短距離用の暗視装置が装着されたが実戦ではほとんど役に立たなかった。
イギリスはカムフーバー・ラインの対抗策を取った。イギリス側は諜報組織を使い情報を集め、それまでイギリス爆撃機軍団は目標に対して爆撃機を順次出撃させ、敵の迎撃を分散させようと試みていた。しかしこれは、レーダー基地ごとに2機しか夜間戦闘機をもたないドイツ側にとってはむしろ迎撃任務を楽にするものであった。イギリスの諜報学者レジナルド・ヴィクター・ジョーンズの主張に従い、イギリス側は戦術を改めて、一つの目標に対して爆撃機の大群を送り込む方法を採った。この際、航路はヒンメルベットのど真ん中を通ることとされた。上空を爆撃機の大群に通過されたレーダー基地は、少数の迎撃機では手の打ちようがなくなった。こうして夜間戦闘機の撃墜率は激減した。さらにイギリス側は爆撃機から大量のチャフを撒くことでドイツ側のレーダー機能を低下させ、レーダーは爆撃機の侵入を同定出来なくなった。

## 受勲
- 1914年版鉄十字章
  - 2級
  - 1級
- 四等剣付バイエルン戦功勲章
- 前線戦士名誉十字章

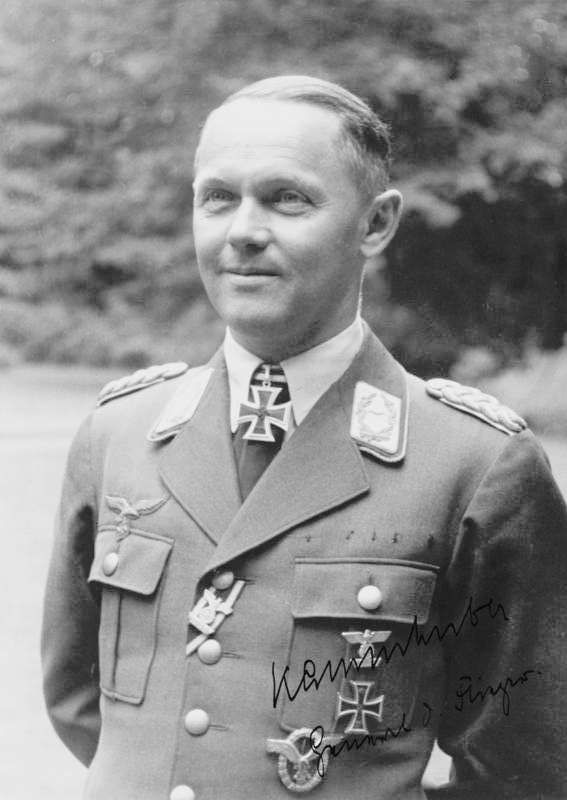
騎士鉄十字章を受章したカムフーバー（1941年9月）

- 一等国防軍勤続章 for 4 (silver medal)
- パイロット章
- 二級、一級鉄十字章略章
- 騎士鉄十字勲章 - 第1夜間戦闘師団司令官、少将として1941年7月9日受章
- 空軍前線飛行章地上支援機
- 国防軍軍報（Wehrmachtbericht）に採り上げられること3回（1941年4月10日、1942年3月27日、1942年3月31日）

- イタリア共和国功労勲章グランデ・ウッフィチャーレ（1958年3月10日）
- レジオン・オブ・メリット勲章コマンダー（1961年8月2日）
- ドイツ連邦共和国功労勲章大功労十字星大綬章（1962年8月21日）

### 国防軍軍報からの引用
| 日付                 | 国防軍軍報のオリジナル原稿 | 和訳 |
| -------------------- | --- | --- |
| 1941年4月10日 木曜日 | Nachtjagdverbände unter Führung des Generalmajors Kammhuber sowie Flak- und Marineartillerie schossen in der letzten Nacht 16, in der vorletzten Nacht sieben feindliche Flugzeuge ab.                 | カムフーバー少将指揮下の各夜間戦闘機部隊、また対空砲や海軍砲は、昨夜は16機、その前の夜には7機の敵機を撃墜した。                                                               |
| 1942年3月27日 土曜日 | Ein Nachtjagdverband unter Führung des Generalleutnants Kammhuber erzielte damit in der letzten Nacht seinen 500. Abschuß.                                                                             | カムフーバー中将指揮下の某夜間戦闘機部隊は、昨夜同隊500機目の撃墜を達成した。                                                                                                 |
| 1942年5月31日 日曜日 | Ein Nachtjagdverband unter Führung des Generalleutnants Kammhuber erzielte hierbei seinen 600. Nachtjagdabschuß, Hauptmann Streib seinen 25. und 26. und Oberleutnant Knacke seinen 20. Nachtjagdsieg. | カムフーバー中将指揮下の某夜間戦闘機部隊は、ここに同隊として600機目の夜間撃墜を達成し、シュトライプ大尉は25機目と26機目の、クナッケ中尉は20機目のそれぞれ夜間撃墜を記録した。 |

大尉は

## 著書
- Josef Kammhuber, David C. Isby (編): Fighting the Bombers: The Luftwaffe's Struggle Against the Allied Bomber Offensive. Greenhill Books, London 2003. ISBN 1-85367-532-6.